# Polybius henslowii
Polybius henslowii là danh pháp khoa học của một loài cua, hiện nay được coi là loài duy nhất của chi Polybius. Nó là loài cua bơi khỏe và kiếm ăn trong các vùng nước rộng mở ở đông bắc Đại Tây Dương và miền tây Địa Trung Hải.
Các tên gọi phổ biến trong tiếng Anh để chỉ loài cua này là "sardine swimming crab" (cua bơi cá trích) và "Henslow's swimming crab" (cua bơi Henslow).

## Mô tả
Mai của P. henslowii gần như tròn, rộng 48 milimét (1,9 in) và dài 40 mm (1,6 in). Cặp chân bò đầu tiên có kìm (càng cua), còn 4 cặp chân bò còn lại dẹp và với các rìa có diềm vòng quanh. Điều này khác với nhiều thành viên của họ Portunidae (trước đây nó được xếp trong họ này) với chỉ cặp chân bò cuối cùng là thích nghi với việc bơi lội. P. henslowiicó màu nâu đỏ ở mặt trên còn mặt dưới nhạt màu hơn.

## Phân bố
P. henslowii được tìm thấy ở đông bắc Đại Tây Dương, từ đảo Anh tới Maroc, cũng như ở miền tây Địa Trung Hải. Rất nhiều bầy cua này được tìm thấy dọc theo bờ biển Galicia, Tây Ban Nha. và ngoài khơi Bồ Đào Nha. Ít mẫu vật hơn đã được thu thập tại Biển Bắc phía đông Shetland cũng như tại eo biển Skagerrak. Phạm vi của nó đã mở rộng vào miền nam Biển Bắc, có lẽ là do thay đổi khí hậu. Nó có thể được tìm thấy trong các trầm tích cát hay sỏi ở độ sâu tới 500 mét (1.640,4 ft).

## Sinh thái học và tập tính
P. henslowii bơi khỏe và có thể được tìm thấy bơi trên mặt đại dương, nơi nó tìm kiếm thức ăn là các loại mực ống, cá và động vật giáp xác khác, bao gồm cả đồng loại. P. henslowii cũng được quan sát là tạo thành các bầy đàn bề mặt biển khơi. Các bầy cua này chủ yếu là cua cái (trừ khi các tập hợp này là để giao phối), có thể có liên quan tới việc kiếm ăn. Khi chúng bơi ven bờ, dọc theo các khu vực nước trồi duyên hải ở Galicia (tây bắc Tây Ban Nha), chúng chủ yếu dựa vào các con mồi sống đáy, như giun nhiều tơ và mảnh vụn và chịu ảnh hưởng của vật chất hữu cơ đất liền từ các con sông đổ ra.
Tại Galicia, P. henslowii là nguồn thức ăn quan trọng cho mòng biển chân vàng (Larus michahellis). Trong mùa hè, rùa quản đồng (Caretta caretta) ở vùng biển ven Bắc Phi gần như chỉ ăn P. henslowii.

## Phân loại
P. henslowii được William Elford Leach mô tả lần đầu năm 1820 như là loài duy nhất trong chi do ông mới thiết lập Polybius. Mặc dù theo dòng thời gian nhiều loài mới đã được thêm vào chi này, nhưng chúng lần lượt được tách ra và chuyển sang các chi mới và khác như Liocarcinus, Necora và Macropipus. Tên chi "Polybius" có thể là để nói đến sử gia Hy Lạp Polybius; còn tên định danh loài henslowii là để vinh danh John Stevens Henslow, giáo sư thực vật học tại Đại học Cambridge, người đã thu thập các mẫu vật từ những ngư dân đánh bắt cá trích ở North Devon năm 1817 để Leach sử dụng. Nó là loài đầu tiên trong số vài loài được đặt tên để vinh danh Henslow.
P. henslowii được Ng et al. (2008) xếp trong phân họ Polybiinae của họ Portunidae. Karasawa et al. (2008) chuyển phân họ này sang họ Carcinidae. Schubart & Reuschel (2009) nâng cấp phân họ Polybiinae thành họ Polybiidae. Điều này dược duy trì trong Spiridonov et al. (2014), nhưng Evans (2018) lại giáng cấp nó thành phân họ Polybiinae trong họ Carcinidae.

## Quan hệ vớiL. holsatus
Cả Schubart & Reuschel (2009) lẫn Evans (2018) đều ghi nhận là P. henslowii phát sinh từ trong chi Liocarcinus, với mối quan hệ chị-em với loài điển hình của chi kia là Liocarcinus holsatus, do gần như là đồng nhất về mặt di truyền. Do đó, trong tương lai nhiều khả năng hai chi này sẽ bị sáp nhập làm một. Dù Polybius Leach, 1820 là tên có trước, nhưng Plagge et al. (2016) lại đề xuất tên được sử dụng nhiều và rộng khắp hơn là Liocarcinus Stimpson, 1871 nên được ưu tiên. Tuy nhiên, sự sửa đổi phân loại chi tiết hơn sẽ là cần thiết và quyết định cuối cùng của ICZN có thể là khôn ngoan.
Mặc dù tương tự về di truyền, nhưng tập tính sinh học của 2 loài này là khác biệt. Trong khi L. holsatus là loài sống đáy chỉ sử dụng tạm thời khả năng bơi lội của nó vào việc bắt mồi hay chạy trốn khỏi những kẻ săn mồi thì P. henslowii lại có khả năng bơi lội phát triển cao với hình thái học của mai và các chân bò thích nghi cao, và thể hiện các pha nổi lên bề mặt biển khơi có chu kỳ thành các bầy lớn. Vì thế, P. henslowii rất có thể là loài hợp lệ và nhiều khả năng là kết quả của hình thành loài rất gần đây từ trong L. holsatus.